# شاینا جک
شاینا جک (زاده ۶ نوامبر ۱۹۹۸) یک شناگر استرالیایی است.  او در المپیک 2024 پاریس در ماده 4 × 100 متر امدادی آزاد زنان و 4 × 200 متر آزاد زنان در المپیک 2024 به مدال طلا دست یافت.
از سال 2019 تا 2021، جک به دلیل نقض قوانین ضد دوپینگ در 26 ژوئن 2019   تعلیق شد.